# COVID-19 в Буркина-Фасо
В статье описываются последствия пандемии коронавирусной инфекции COVID-19 в Буркина-Фасо в 2019 и 2020 годах, а также меры, предпринятые для борьбы с ней. COVID-19 представляет собой опасную потенциально тяжёлую острую респираторную инфекцию, вызываемую вирусом SARS-CoV-2, выявленным в конце 2019 года. В январе 2020 года Всемирная организация здравоохранения объявила о вспышке эпидемии COVID-19, а в марте 2020 года признала её пандемией, охарактеризовав этим мировое распространение болезни.
По состоянию на 20 июня 2020 года в Буркина-Фасо зарегистрировано 900 случаев инфицирования COVID-19, 810 из которых вылечено. В государстве зарегистрировано 53 смертей от COVID-19. Первая из них стала также первой смертью в Чёрной Африке (Африке к югу от Сахары).
По данным Министерства здравоохранения, Буркина-Фасо, являясь очень бедной страной, выделила на план по реагированию на пандемию, по оценкам, более 9 млрд франков КФА ВСЕАО (13 млн евро). 20 марта в стране в целях снижения заболеваемости были закрыты аэропорты, сухопутные границы и введён общенациональный комендантский час.
Буркина-Фасо является шестой страной Чёрной Африки по времени фиксации присутствия инфицированных COVID-19.

## Хронология
9 марта 2020 года министр здравоохранения Буркина-Фасо сообщил, что у пастора Мамаду Карамбири и его жены, вернувшихся из поездки во Францию в Уагадугу, столицу государства, был обнаружен SARS-CoV-2, что сделало их первыми подтверждёнными инфицированными в Буркина-Фасо. Оба пациента были изолированы. 14 марта было сообщено, что пара в порядке и вскоре может быть выписана домой.
11 марта из-за пандемии правительство приняло решение запретить до конца апреля государственные и частные демонстрации и митинги с участием более 50 человек. В результате этого была отменена Национальная неделя культуры, которая была запланирована в Бобо-Диуласо, одном из крупнейших городов страны, на 21—28 марта.
13 марта был подтверждён третий случай. Болезнью заразился человек, имевший непосредственный контакт с предыдущими двумя больными.
14 марта в стране было подтверждено всего 7 случаев. Пять из подтверждённых заболевших имели прямой контакт с первыми двумя заболевшими. Один из заболевших — гражданин Великобритании, в настоящее время работающий на золотом прииске в стране, который отправился в отпуск в Ливерпуле и вернулся 10 марта, следуя через Ванкувер и Париж. Пациент, а также 14 человек, поддерживавших с ним контакт, были помещены в изолятор в Унде. 14 марта велось наблюдение за десятком подозрительных случаев.
15 марта Министерство здравоохранения Буркина-Фасо подтвердило 8 новых случаев заражения, в результате чего общее количество инфицированных COVID-19 в стране достигло 15.
Было сообщено, что с 16 по 31 марта в Буркина-Фасо будут закрыты все дошкольные, начальные, средние, профессиональные, университетские и послеродовые учебные заведения в Буркина-Фасо. Открытие учебных заведений должно произойти 1 апреля, если ситуация улучшится.
17 марта количество инфицированных в стране выросло до 20.
18 марта в Буркина-Фасо было подтверждено уже 27 случаев заражения COVID-19. В этот же день была зарегистрирована первая смерть от COVID-19 в Буркина-Фасо и во всей Чёрной Африке — скончалась 62-летняя пациентка, страдавшая диабетом и находившаяся в сердечно-лёгочной реанимации.
По данным Министерства здравоохранения Буркина-Фасо на 19 марта в государстве было 33 инфицированных.
20 марта количество подтверждённых случаев заражения возросло до 40. Министр образования Буркина-Фасо заявил, что он получил положительный результат при прохождении теста на COVID-19. Президент государства Рок Марк Кристиан Каборе объявил о закрытии аэропортов, сухопутных границ и введении общенационального комендантского часа с целью снижения заболеваемости.
21 марта было подтверждено 64 случая и 3 случая смерти. Министр шахт и карьеров Умару Идани дал положительный результат на заражение COVID-19 после возвращения с конференции в Торонто.
22 марта количество подвержённых случаев заражения достигло 75, а количество смертей увеличилось до пяти. Пять инфицированных, включая первоначально заболевшую пару, были вылечены. Было подтверждено, что четыре ключевых министра правительства — Альфа Барри, министр иностранных дел; Умару Идани, министр шахт и карьеров; Станислас Уаро, министр образования; и Симеон Савадого, министр внутренних дел, — инфицированы.
23 марта министерство здравоохранения Буркина-Фасо подтвердило, что количество подтверждённых случаев инфицирования в стране достигло 114. Помимо этого, выздоровело 2 человека, вследствие чего количество выздоровевших увеличилось до семи. Посольство США начало организовывать репатриацию американских граждан, вылетев из Уагадугу 25 марта по маршруту до Вашингтонского аэропорта имени Даллеса.